# The Royal Concept

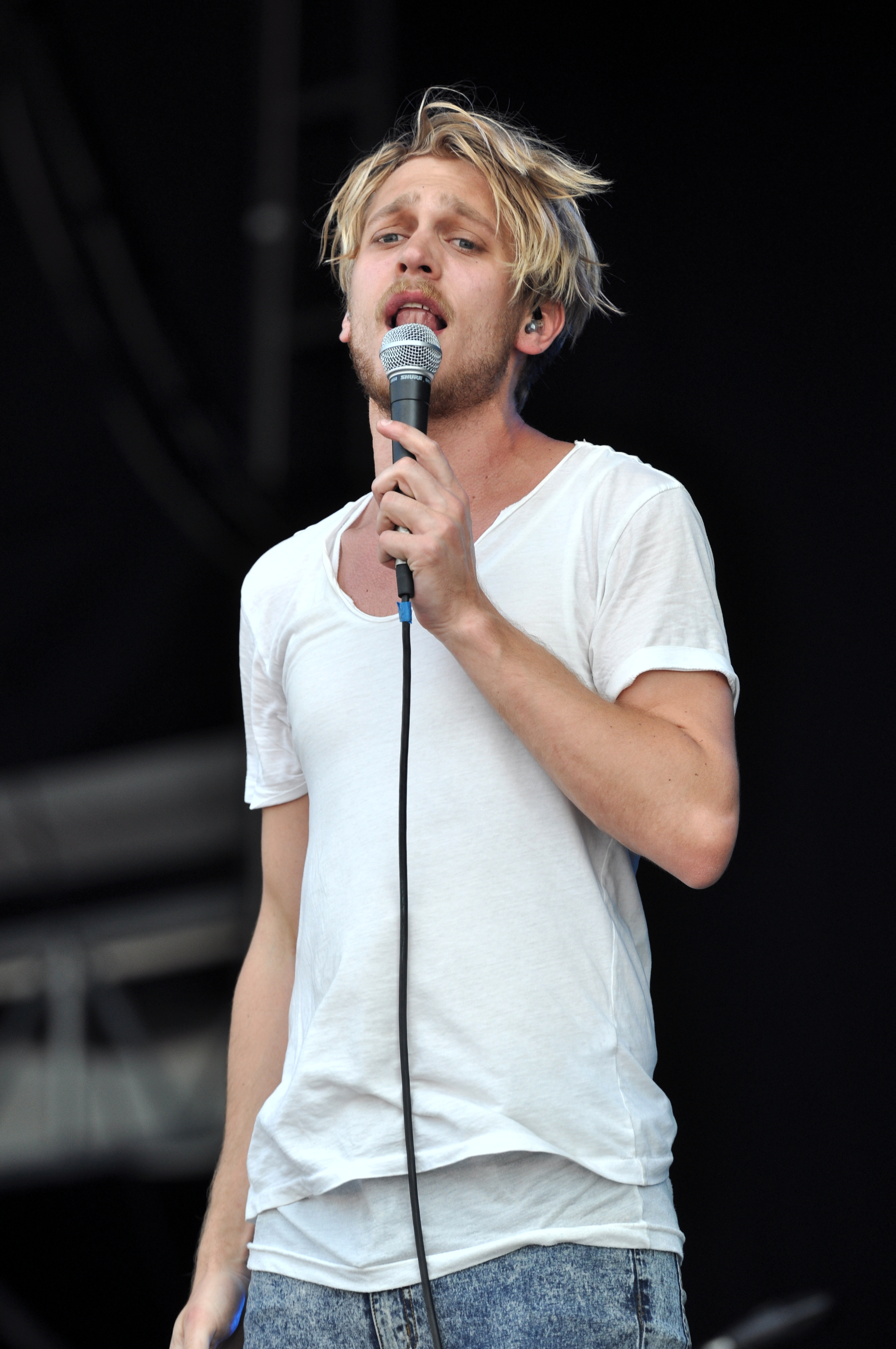
Sänger David Larson (2013)

The Royal Concept (kurz TRC) ist eine schwedische Alternative-Rock-Band aus Stockholm. Sie wurde 2010 gegründet und besteht aus David Larson, Filip Bekic, Magnus Robert und Frans Povel.

## Geschichte

### 2010–2012: Anfänge
Die Musikgruppe wurde 2010 als Concept Store von David Larson, Filip Bekic, Oscar Nilsson und Frans Povel in der schwedischen Hauptstadt Stockholm gegründet und veröffentlichte wenig später ihre erste Single Damn. 2011 folgte eine Umbenennung in The Royal, woraufhin Oscar Nilsson die Band verließ und für ihn der Bassist Magnus Robert nachrückte. Nach einigen weiteren Singleveröffentlichungen wurden die Titel der Band des Öfteren auf dem nationalen Radiosender Sveriges Radio P3 gespielt, was dazu führte, dass erstmals ein größeres Publikum auf sie aufmerksam wurde und ihnen mehrere kleinere Auftritte in der Region zugesagt wurden, wie beispielsweise auf dem Kulturfestival Peace & Love 2011.

### 2012–2015: Durchbruch
2012 änderten die Bandmitglieder erneut ihren Namen zu The Royal Concept, unter dem sie bis heute firmieren. Im Juni desselben Jahres erschien mit der selbstbetitelten EP The Royal Concept außerdem die erste Albumveröffentlichung. Im Anschluss daran gingen sie als Vorband der britischen Bands The Wombats und Wolf Gang auf zwei Konzerttourneen durch die Vereinigten Staaten. Ein Jahr später am 11. September 2013 veröffentlichten sie ihr Debütalbum Goldrushed. Die auf diesem Studioalbum enthaltene, zuvor ausgekoppelte, gleichnamige Single Goldrushed befindet sich außerdem im Soundtrack des Videospiels FIFA 13, während das ebenfalls auf dem Album enthaltene Lied On Our Way im Soundtrack der ein Jahr später erschienenen FIFA-Version von 2014 zu finden ist.

### Seit 2015: Weitere Erfolge
Mit der Veröffentlichung der in Zusammenarbeit mit Tony Hoffer entstandenen EP Smile am 21. August 2015 und einer anschließenden Tour durch Nordamerika entschieden sich einige der Mitglieder, der Band vorerst den Rücken zu kehren. Nach größeren kommerziellen Erfolgen und der Aufnahme der Singleauskopplung Smile in den Soundtrack von FIFA 16, arbeiteten die Musiker jedoch bald wieder zusammen und veröffentlichten im September 2018 eine weitere EP mit dem Titel The Wake Up. Etwa zeitgleich tourten sie durch den asiatischen Raum.
Am 24. Mai 2019 erschien mit The Man Without Qualities das zweite Studioalbum der Band und das erste seit der Trennung von ihrem langjährigen Label Republic Records.

## Diskografie
Studioalben

| Jahr | Titel Musiklabel                         | Höchstplatzierung, Gesamtwochen, AuszeichnungChartsChartplatzierungen (Jahr, Titel, Musiklabel, Platzierungen, Wochen, Auszeichnungen, Anmerkungen) | Anmerkungen                              |
| Jahr | Titel Musiklabel                         | SE | Anmerkungen                              |
| ---- | ---------------------------------------- | --- | ---------------------------------------- |
| 2013 | Goldrushed Republic Records              | SE25 (1 Wo.)SE | Erstveröffentlichung: 11. September 2013 |
| 2019 | The Man Without Qualities Made in a sofa | SE—SE | Erstveröffentlichung: 24. Mai 2019       |

EPs
- 2012: The Royal Concept
- 2013: Royal
- 2015: Smile
- 2018: The Wake Up